# Gilchrist (Texas)
Pour les articles homonymes, voir Gilchrist.
Gilchrist est un secteur non constitué en municipalité du comté de Galveston au Texas. Il s'agit d'une zone résidentielle et balnéaire, le long de la route d'État numéro 87 sur la péninsule de Bolivar, faisant face au golfe du Mexique. La communauté vit essentiellement du tourisme. 
La population résidente était de 750 personnes aux recensements de 1990 et 2000. Gilchrist comptait 1000 personnes lorsque la région a été dévastée par l'ouragan Ike le 13 septembre 2008. Une seule maison a survécu au sinistre et plusieurs résidents ont décidé de ne pas rebâtir. 

## Histoire
Située dans le comté de Galveston, cette communauté se nommait Rollover initialement à cause du canal de ce nom qui divise la péninsule Bolivar à cet endroit. Elle fut renommée en l'honneur de Gibb Gilchrist (1887-1972) qui a déménagé et reconstruit la ligne de chemin de fer de High Island à Port Bolivar après la destruction causée par le second ouragan de Galveston en 1915,.
En 1950, un bureau de poste a été ouverte à Gilchrist mais a été fermé en 2010. Le canal naturel de Rollover s'est ensablé avec le temps mais a été recreusé en 1955 par la Commission de la chasse et de la pêche du Texas dans le cadre de ses efforts pour préserver et améliorer les ressources halieutiques et fauniques. 

## Géographie et climat
Gilchrist est construit sur une mince bande de sable entre la baie East et le golfe du Mexique, la péninsule de Bolivar. Le canal Rollover fait la jonction entre les deux étendues d'eau et il est considéré comme un lieu de pêche sportive très populaire au Texas, certains des plus grands poissons dans l'État y ont été pêchés. 
Les eaux chaudes du golfe étant favorables au développement de tempêtes, la région est sujette aux ouragans et aux tempêtes hivernales qui refont régulièrement sa forme. En septembre 1961, l'ouragan Carla a causé des dommages importants et en 2008 l'ouragan Ike a complètement détruit la communauté. 